# 滝川村 (三重県)
滝川村（たきがわむら）は三重県名賀郡にあった村。現在の名張市赤目町各町にあたる。

## 地理
- 山岳：長坂山
- 河川：滝川

## 歴史
- 1889年（明治22年）4月1日 - 町村制の施行により、丈六村・長屋村・檀村・柏原村・星川村・長坂村・一ノ井村の区域をもって名張郡滝川村が発足。
- 1896年（明治29年）4月1日 - 所属郡が名賀郡に変更。
- 1954年（昭和29年）3月31日 - 名張町・箕曲村・国津村と合併して名張市が発足。同日滝川村廃止。

## 交通

### 鉄道路線
- 近畿日本鉄道
  - 大阪線
    - 赤目口駅

## 名所・旧跡・観光スポット・祭事・催事
- 赤目四十八滝